# Steinschlange

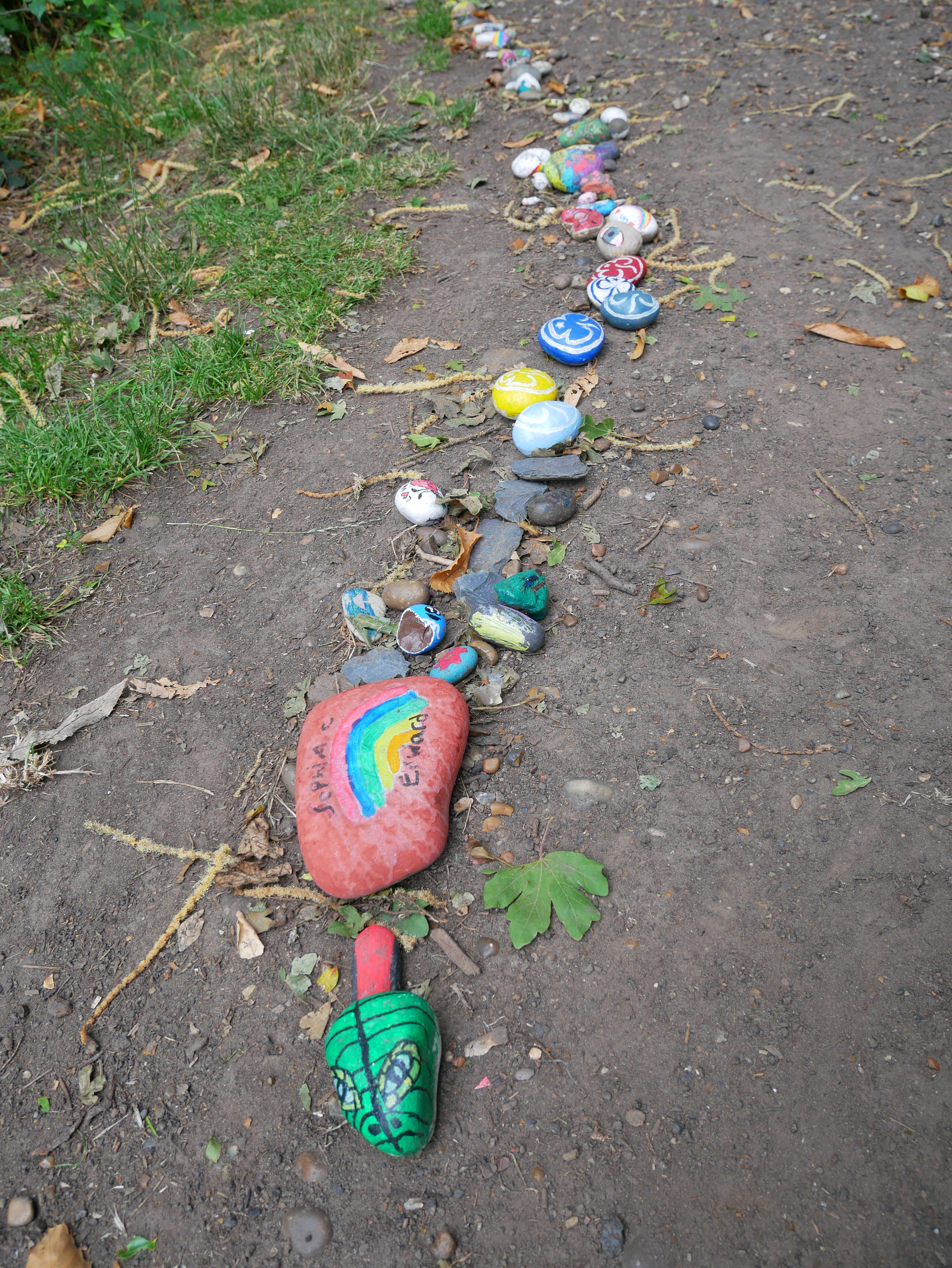
Eine „Steinschlange“ im Vereinigten Königreich

Eine Steinschlange ist ein kollaboratives Kunstobjekt. Sie besteht aus aneinandergereihten, bemalten oder beschrifteten Steinen und wird in Parks oder öffentlichen Grünflächen am Wegesrand ausgelegt.
Oft werden Passanten auf Schildern eingeladen, sich zu beteiligen, indem sie einen geschmückten Stein zufügen. Die Steine sind Kieselsteine zwischen Münz- und Faustgröße, aber auch Ziegel- und Pflastersteine.
Steinschlangen traten gehäuft im Frühling und Sommer 2020 vor dem Hintergrund der Kontaktbeschränkungen während der COVID-19-Pandemie in Erscheinung. Ursprung waren die Notbetreuungen für Kinder, deren Schulen und Kitas geschlossen waren. Als Ziele wurden – neben der Beschäftigung der beteiligten Kinder – insbesondere die Ermutigung der Teilnehmer und Betrachter in der Krise genannt. Auf kreative Weise und unter Einhaltung der räumlichen Distanzierung sollte ein Gefühl der Gemeinschaft und des Zusammenhalts erzeugt werden. Die Steinschlangen wurden auch als Verschönerung des öffentlichen Raums wahrgenommen.